# Fort du Chay
Pour les articles homonymes, voir Le Chay.
Le fort du Chay est un ancien ouvrage défensif érigé à la fin du XVIIIe siècle afin de protéger l'embouchure de la Gironde. Bâti sur un promontoire rocheux jouxtant la plage du Chay, à Royan, au lieu-dit « Guette Lamy », il est remanié à plusieurs reprises avant d'être sérieusement endommagé par les bombardements intervenus durant la Seconde Guerre mondiale. Un temps laissées à l'abandon, les ruines ont été presque entièrement démolies afin de laisser la place à un important complexe hôtelier.

## Histoire
Depuis les révoltes de 1622 et 1623 et la répression qui s'ensuit, la ville de Royan a perdu sa citadelle et l'ensemble de ses fortifications. Soucieux de préserver son autorité, le jeune roi Louis XIII interdit formellement aux habitants de reconstruire la place forte, qui devient dès lors un port de pêche alangui et un havre provisoire pour quelques navires de passage. En 1669, les frères Perrault, accostant à Royan, décrivent la ville en ces termes : 
«  Un petit village sur les bords de la Garonne, assez proche de son embouchure qui a un château bâti sur un rocher qui est tout à fait ruiné et dont il y a de reste que les moitiés de deux tours fort hautes »
Cependant, dans la seconde moitié du XVIIIe siècle, les préoccupations de l'administration royale sont tout autres. Alors que la guerre de Sept Ans débute en Europe, les escarmouches se multiplient avec la marine britannique : en 1757, celle-ci attaque les forts de Fouras et de l'île d'Aix. Cette même année, le marquis de Senneterre, seigneur de Didonne et commandant des côtes du Poitou, de l'Aunis et de la Saintonge, récemment promu au maréchalat de France, ordonne la fortification de l'embouchure de la Gironde.
Sous son impulsion est édifiée une batterie sur la hauteur de « Guette-Lamy », à bonne distance du bourg. Garnie de huit canons, elle présente une vue très dégagée sur l'embouchure du fleuve.
Durant la Terreur, la batterie est rebaptisée « Fort-Républicain ».
Une bataille navale a lieu devant Royan le 25 août 1811. Deux navires de guerre français sont engagés dans la bataille, qui tourne à l'avantage des Britanniques. À l'issue de cet affrontement, un navire de guerre est capturé par l'ennemi, tandis que le second, incendié, se consume au large de la plage de la Grande-Conche. Cet incident convainc l'empereur Napoléon Ier à s'intéresser de près aux côtes de la région royannaise. Déclarant « qu'il n'y a pas de point plus intéressant que l'estuaire de la Gironde » tout en déplorant que la garde des fortifications du littoral ne soit confiée qu'à de simples paysans, il fait renforcer la batterie. Celle-ci est alors transformée en un véritable fort, dont la structure géométrique s'intègre au relief. Situé sur une éminence contrôlant l'accès à la Gironde, il croise ses feux avec les fortifications situées sur la pointe de Grave, sur l'autre rive de l'estuaire. Le « Fort de Royan » est doté d'une véritable garnison, composée d'artilleurs. Cependant, alors que la menace anglaise se précise et que l'Empire achève de s'effondrer, les militaires responsables du fort reçoivent l'ordre de se retirer, ce qu'ils font effectivement dans la nuit du 7 avril 1814. Dès le matin, le fort déserté est pillé par les habitants, avant que 600 soldats britanniques ne viennent occuper les lieux au soir du 8 avril. L'occupation de la forteresse ne dure pas plus de dix jours : cependant elle se solde par la destruction partielle du bâtiment par les Britanniques. Un an plus tard, devant l'échec des « Cent-Jours », la garnison du fort, composée de bonapartistess irréductible, tente de faire sauter l'édifice, sans succès.
En 1902, on édifie une caserne afin d'abriter les troupes du 14e bataillon de forteresse, chargées de la défense du fort : cette caserne porte le nom d'un éminent Saintongeais, fondateur de la Nouvelle-France : Samuel de Champlain.
Le 24 juin 1940, au cours d'une passe de mitraillage sur les troupes ennemies qui viennent d'occuper le fort, un chasseur Morane-Saulnier 406 de l'escadrille AC5 est abattu par la Flak (DCA allemande) et s'écrase dans une des douves du fort. Son pilote, le second maître de réserve Henri Charles Pivet, est tué sur le coup et enterré sur place. Il sera le dernier pilote de l'aéronautique navale tué lors de la bataille de France. En 1940, l'occupant allemand intègre le fort à son système de défense. Une partie des structures d'origine sont détruites et remplacées par des blockhaus : le fort devient l'un des verrous des défenses allemandes de la « Gironde Mündung Nord », répondant aux fortifications de la pointe de Grave. En 1945, le fort est bombardé et presque entièrement détruit. Ses ruines, laissées à l'abandon, sont détruites peu après afin de laisser la place à une résidence et à un complexe hôtelier. Seuls subsistent aujourd'hui quelques blockhaus, lesquels laissent difficilement imaginer la taille du fort originel.

## Description

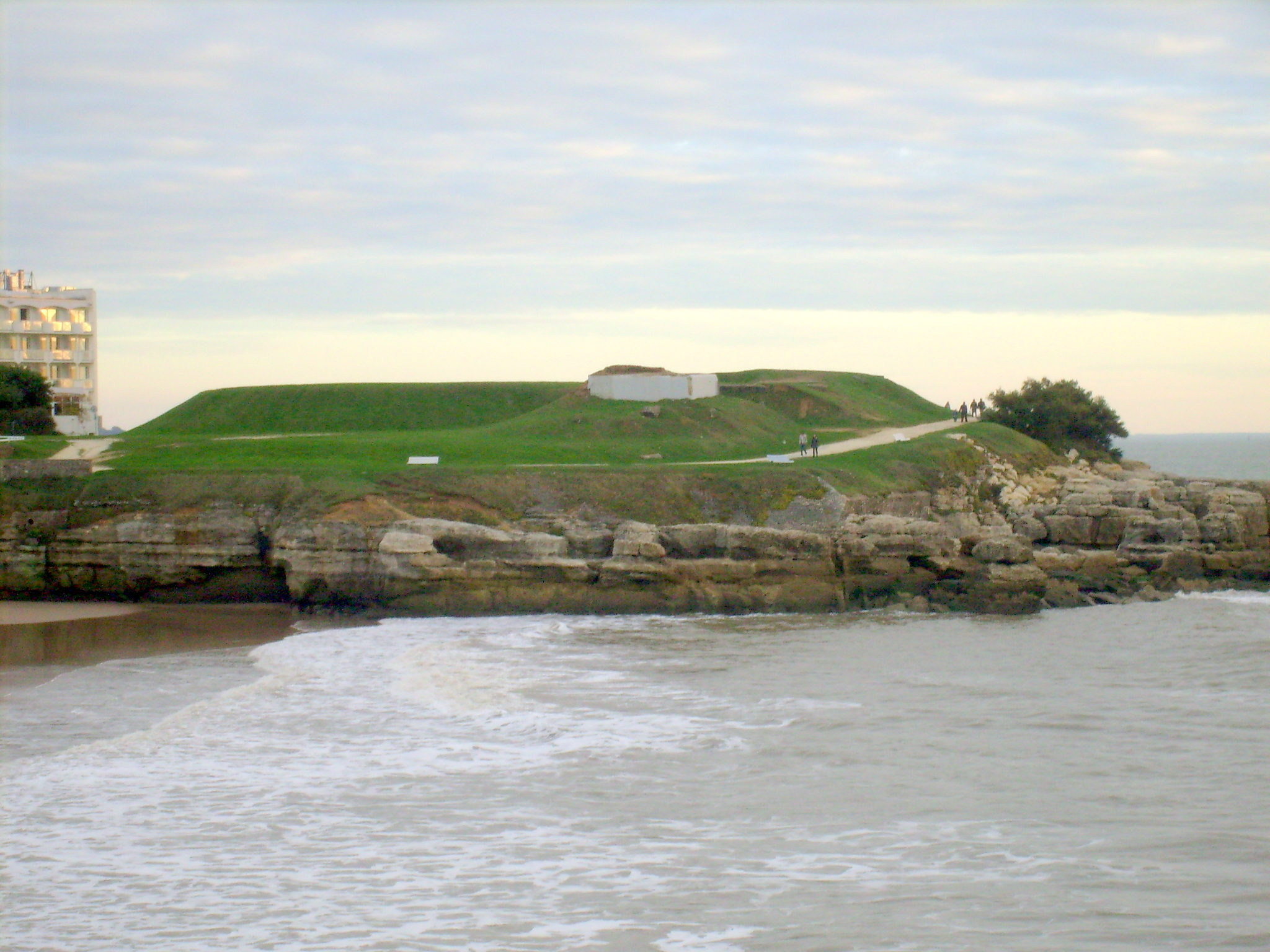
Le site de l'ancien Fort du Chay. Seuls subsistent quelques blockhaus érigés sous l'occupation allemande

Le fort actuel se limite à une série de blockhaus datant de l'occupation allemande. Les parties plus anciennes ont été recouvertes par un complexe hôtelier, une thalassothérapie et par des résidences privées desservies par l'allée des Rochers.

## Lieu de mémoire
En bordure de la promenade côtière est posée depuis 2012 une stèle à la mémoire des militaires alliés impliqués dans l'opération Frankton (1942).